# Podvihov
Podvihov (německy Podwihof, polsky Podwihów) je vesnice, evidenční část okresního města Opava, vymezená katastrálním územím Podvihov o rozloze 6,89 km2.
Samosprávná městská část Podvihov je tvořena evidenčními částmi Podvihov a Komárovské Chaloupky, jež se nachází v katastrálním území Komárov u Opavy.
Podvihov se nachází na jihovýchodě Opavy, zhruba 8,5 km od centra města. V roce 2009 zde[kde?] bylo evidováno 212 adres. V roce 2001 zde[kde?] trvale žilo 491 obyvatel.
Podvihov je pravidelně obsluhován dvěma autobusovými linkami MHD Opava.

## Název
Jméno vesnice bylo odvozeno od osobního jména Podvih (založeného na slovese pozdvihnúti) a znamenalo "Podvihův majetek". V německém pravopisu byl konec slova přikloněn k obecnému Hof - "dvůr".